# Clemens Ivanschitz
Clemens Ivanschitz (1980.), austrijski uzgajač goluba pismonoša. Po nacionalnosti je Hrvat. Europski meštar u uzgoju goluba pismonoša. Dolazi iz Pajngrta. Jur 25 ljet dugo uzgaja golube pismonoše, kimi sudjeluje i pri naticanji u Austriji i inozemstvu. Pri prvenstvu u Portugalu je s jednim golubom nastao europski meštar. 20. listopada 2018. na valu Radija Gradišće gost je emisije Mahlzeit Burgenland.